# 268
El 268 (CCLXVIII) fou un any de traspàs començat en dimecres del calendari julià.

## Esdeveniments
- Els visigots apareixen com un poble amb entitat pròpia
- Els alamans envaeixen Itàlia
- Batalla de Naïssus

## Defuncions
- 26 de desembre, Roma: Dionís. Papa de Roma.